# Sanna-Leena Perunka
Sanna-Leena Perunka (ur. 23 września 1976 w Rovaniemi) – fińska biathlonistka, brązowa medalistka mistrzostw świata.

## Kariera
Pierwsze sukcesy w karierze osiągnęła w 1995 roku, kiedy podczas mistrzostw świata juniorów w Andermatt zdobyła srebrny medal w biegu indywidualnym i brązowy w sprincie. Na rozgrywanych rok później mistrzostwach świata juniorów w Kontiolahti ponownie była trzecia w sprincie.
W Pucharze Świata zadebiutowała 11 marca 1995 roku w Lahti, zajmując 23. miejsce w sprincie. Tym samym już w debiucie zdobyła pierwsze punkty. Jedyny raz na podium zawodów pucharowych stanęła 15 grudnia 2002 roku w Östersund, kończąc rywalizację w biegu pościgowym na trzeciej pozycji. W zawodach tych wyprzedziły ją tylko Niemka Katja Beer i Linda Tjørhom z Norwegii. Najlepsze wyniki osiągnęła w sezonie 2002/2003, kiedy zajęła 15. miejsce w klasyfikacji generalnej.
Podczas mistrzostw świata w Pokljuce/Hochfilzen w 1998 roku wspólnie z Tiiną Mikkolą, Mari Lampinen i Katją Holanti zdobyła brązowy medal w biegu drużynowym. Był to jedyny medal dla Finlandii w tej konkurencji. Zajęła też między innymi ósme miejsce w sprincie podczas mistrzostw świata w Chanty-Mansyjsku w 2003 roku. Brała także udział w igrzyskach olimpijskich w Salt Lake City w 2002 roku, gdzie zajęła 40. miejsce w biegu indywidualnym, 24. w sprincie, 20. w biegu pościgowym i 12. w sztafecie.

## Osiągnięcia

### Igrzyska olimpijskie
| Rok  | Miejscowość    | Konkurencje | Konkurencje | Konkurencje | Konkurencje | Konkurencje | Konkurencje | Konkurencje |
| Rok  | Miejscowość    | IN          | SP          | PU          | MS          | RL          | MR          | SR          |
| ---- | -------------- | ----------- | ----------- | ----------- | ----------- | ----------- | ----------- | ----------- |
| 2002 | Salt Lake City | 40.         | 24.         | 20.         | nd.         | 12.         | nd.         | –           |

### Mistrzostwa świata
| Rok  | Miejscowość         | Konkurencje | Konkurencje | Konkurencje | Konkurencje | Konkurencje | Konkurencje | Konkurencje |
| Rok  | Miejscowość         | IN          | SP          | PU          | MS          | RL          | MR          | SR          |
| ---- | ------------------- | ----------- | ----------- | ----------- | ----------- | ----------- | ----------- | ----------- |
| 1996 | Ruhpolding          | –           | 38.         | nd.         | nd.         | 8.          | nd.         | –           |
| 1997 | Osrblie             | 49.         | –           | –           | nd.         | –           | nd.         | –           |
| 1998 | Pokljuka/Hochfilzen | nd.         | nd.         | 37.         | nd.         | nd.         | nd.         | –           |
| 1999 | Kontiolahti/Oslo    | 36.         | 15.         | 7.          | 15.         | 6.          | nd.         | –           |
| 2000 | Oslo/Lahti          | 41.         | 30.         | 34.         | –           | 7.          | nd.         | –           |
| 2001 | Pokljuka            | 48.         | 25.         | 37.         | –           | 12.         | nd.         | –           |
| 2002 | Oslo                | nd.         | nd.         | nd.         | 24.         | nd.         | nd.         | –           |
| 2003 | Chanty-Mansyjsk     | 12.         | 8.          | 20.         | 10.         | 12.         | nd.         | –           |
| 2004 | Oberhof             | 44.         | 19.         | 26.         | –           | 13.         | nd.         | –           |
| 2005 | Hochfilzen          | 24.         | 39.         | 24.         | –           | 18.         | nd.         | –           |

### Puchar Świata

#### Miejsca w klasyfikacji generalnej
| Sezon     | Miejsce |
| --------- | ------- |
| 1994/1995 | 59.     |
| 1995/1996 | -       |
| 1996/1997 | -       |
| 1997/1998 | 82.     |
| 1998/1999 | 54.     |
| 1999/2000 | 32.     |
| 2000/2001 | 64.     |
| 2001/2002 | 41.     |
| 2002/2003 | 15.     |
| 2003/2004 | 45.     |
| 2004/2005 | 48.     |

#### Miejsca na podium chronologicznie
| Lp. | Dzień      | Rok  | Miejscowość | Konkurencja             | Lokata | Pudła   | Czas biegu | Strata | Zwycięzca  |
| --- | ---------- | ---- | ----------- | ----------------------- | ------ | ------- | ---------- | ------ | ---------- |
| 1.  | 15 grudnia | 2002 | Östersund   | Bieg pościgowy na 10 km | 3.     | 0+0+0+0 | 32:20,4    | +55,1  | Katja Beer |